# Кістковоязикі

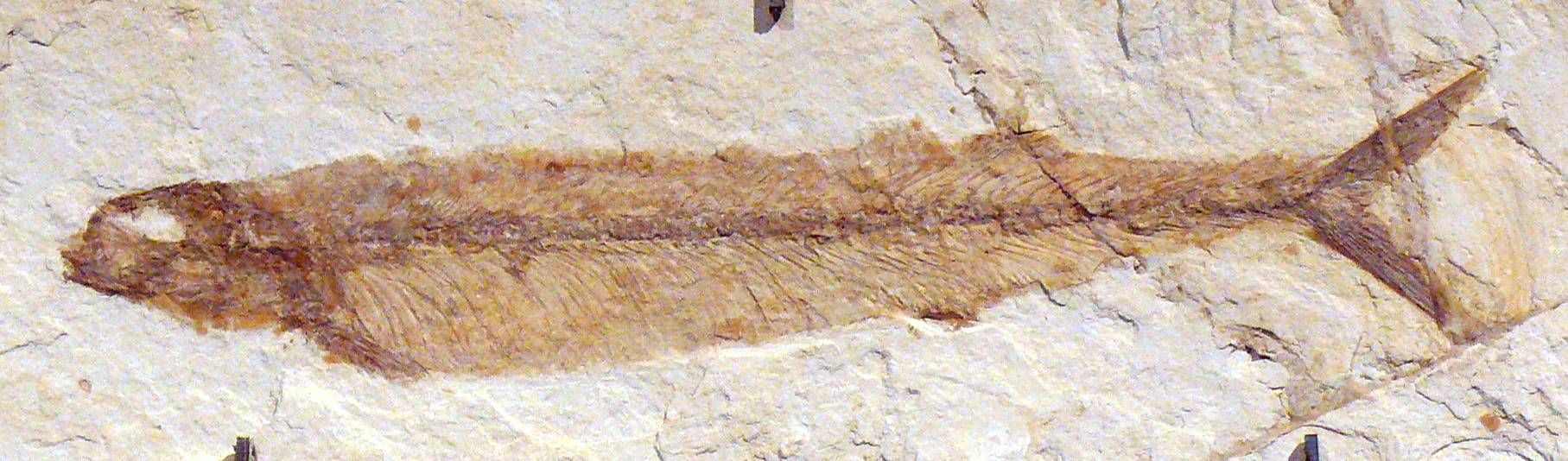
Особина примітивної вимерлої риби роду Allothrissops

Араваноїдні, або кістковоязикі (Osteoglossomorpha) — надряд костистих риб (Teleostei).

## Відомі представники
Найвідомішим представником є арапаїма (Arapaima gigas) — найбільша в Світі прісноводна риба серед існуючих на сьогодні, що живе у Південній Америці. Інші відомі представники — родина прісноводні риби-слони (Mormyridae).

## Систематика
Більшість кістковоязиких зникли. На сьогодні збереглися лише два ряди: Араваноподібні (Osteoglossiformes), а також два види ряду Хіодоноподібні (Hiodontiformes).
| incertae sedis (Вимерлі) - Родина Juiquanichthyidae Ma, 1984 - Родина Kuyangichthidae Liu, Ma & Liu, 1982 - Родина Lycopteridae Liu, Su, Huang & Chang, 1963 - Рід Jiaohichthys - Рід Jinanichthys - Рід Liaoxiichthys - Рід Nierrkunia - Рід Paralycoptera Chang & Chou, 1977 - Рід Suziichthys Ряд Ichthyodectiformes Bardeck & Sprinkle, 1969 — (Вимерлі) - incertae sedis - Рід Ascalabothrissops Arratia, 2000 - Рід Chiromystus - Рід Occithrissops - Рід Pachythrissops - Родина Allothrissopidae Patterson & Rosen, 1977 - Родина Thryptodontidae - Підряд Ichthyodectoidei Romer, 1966 - Родина Ichthyodectidae Ряд Hiodontiformes - incertae sedis (Extinct) - Рід Chetungichthys Chang & Chou, 1977 - Рід Plesiolycoptera - Рід Yanbiania - Родина Hiodontidae | Ряд Osteoglossiformes - incertae sedis (Вимерлі) - Рід Tanolepis - Рід Xixiaichthys - Родина Huashiidae Chang & Chou, 1977 - Підряд Notopteroidei - Родина Gymnarchidae - Родина Mormyridae - Родина Notopteridae - Родина Ostariostomidae Schaeffer, 1949 (Вимерлі) - Підряд Osteoglossoidei - Рід Eurychir (Вимерлі) - Рід Genartina (Вимерлі) - Рід Musperia (Вимерлі) - Рід Phareoides Taverne, 1973 (Вимерлі) - Рід Chauliopareion (Вимерлі) - Рід Singida (Вимерлі) - Родина Heterotididae - Родина Osteoglossidae - Родина Pantodontidae - Родина «Phaerodutidae» (Вимерлі) |